# När jag besinnar, store Gud
När jag besinnar, store Gud är en psalm med sju verser från 1814 av Carl Gustaf Cassel (1783-1866).

## Bakgrund
Till den år 1811 tillsatta psalmbokskommittén insände Carl Gustaf Cassel hela sexton psalmer (fyra omarbetningar, tolv original), vilka kommittén ansåg "förtjäna närmare skärskådning". I "Förslag till förbättrade kyrkosånger", 1814, infördes tre av Cassels förslag, nämligen botpsalmen "När jag besinnar, store Gud", dödsberedelsepsalmen "Ack, att i synd vi slumre bort", betydligt förkortad och ändrad, samt morgonpsalmen "O Gud, mitt hjerta tackar dig" (sammandragen från sex till två strofer). Dessa publicerades som nummer 254, 383 respektive 353 i förslaget. 
|  |
|  |

## Publicerad i
- 1819 års psalmbok som nummer 185 under rubriken "Nådens ordning. Omvändelsen: Ånger och tro (botpsalmer)".
- 1937 års psalmbok som nummer 281 under rubriken "Det kristna livet: Bättring och omvändelse".

## Källa
- Svenskt Biografiskt Lexikon, Band 07 (1927), sida 647: Carl Gustaf (Wiberg) Cassel